# Lardiers
Pour l’article homonyme, voir Lardier-et-Valença, dans les Hautes-Alpes.
Lardiers est une commune française, située dans le département des Alpes-de-Haute-Provence en région Provence-Alpes-Côte d'Azur.

## Géographie
Le village est situé à 765 m d’altitude. Le col de Buire est au nord de la commune.

### Transports
Le village de Lardiers est accessible par la RD 12, entre Ongles et L'Hospitalet.

### Hydrographie
Lardiers est traversé par :
- le ravin de combe Crue, cours d'eau de 14,1 km sous-affluent du Largue[4], ainsi que par son affluent, le ravin du Ripu ;
- le ruisseau le Beillon, affluent du Jabron[5].

### Climat
Pour des articles plus généraux, voir Climat de Provence-Alpes-Côte d'Azur et Climat des Alpes-de-Haute-Provence.
En 2010, le climat de la commune est de type climat méditerranéen altéré, selon une étude du Centre national de la recherche scientifique s'appuyant sur une série de données couvrant la période 1971-2000. En 2020, Météo-France publie une typologie des climats de la France métropolitaine dans laquelle la commune est exposée à un climat de montagne ou de marges de montagne et est dans une zone de transition entre les régions climatiques « Provence, Languedoc-Roussillon » et « Alpes du sud ».
Pour la période 1971-2000, la température annuelle moyenne est de 11,1 °C, avec une amplitude thermique annuelle de 17,2 °C. Le cumul annuel moyen de précipitations est de 977 mm, avec 6,8 jours de précipitations en janvier et 4 jours en juillet. Pour la période 1991-2020, la température moyenne annuelle observée sur la station météorologique de Météo-France la plus proche, « Saint-Christol », sur la commune de Saint-Christol à 18 km à vol d'oiseau, est de 10,0 °C et le cumul annuel moyen de précipitations est de 1 015,3 mm. 
La température maximale relevée sur cette station est de 39,3 °C, atteinte le 28 juin 2019 ; la température minimale est de −20,1 °C, atteinte le 19 février 1983,,.
Les paramètres climatiques de la commune ont été estimés pour le milieu du siècle (2041-2070) selon différents scénarios d'émission de gaz à effet de serre à partir des nouvelles projections climatiques de référence DRIAS-2020. Ils sont consultables sur un site dédié publié par Météo-France en novembre 2022.

### Environnement
La commune compte 2 212 ha de bois et forêts, soit 58 % de sa superficie.

### Risques majeurs
Aucune des 200 communes du département n'est en zone de risque sismique nul. L'ancien canton de Saint-Étienne-les-Orgues auquel appartient Lardiers est en zone 1b (sismicité faible) selon la classification déterministe de 1991, basée sur les séismes historiques, et en zone 3 (risque modéré) selon la classification probabiliste EC8 de 2011. La commune de Lardiers est également exposée à trois autres risques naturels :
- feu de forêt ;
- inondation ;
- mouvement de terrain : quelques vallons de 37commune sont concernés par un aléa moyen à for[15].

La commune de Lardiers n’est exposée à aucun des risques d’origine technologique recensés par la préfecture ; aucun plan de prévention des risques naturels prévisibles (PPR) n’existe pour la commune mais le Dicrim existe depuis 2010.
La commune a été l’objet de plusieurs arrêtés de catastrophe naturelle, pour des inondations et des coulées de boue en 1994 et 2003.

## Urbanisme

### Typologie
Au 1er janvier 2024, Lardiers est catégorisée commune rurale à habitat dispersé, selon la nouvelle grille communale de densité à 7 niveaux définie par l'Insee en 2022.
Elle est située hors unité urbaine et hors attraction des villes,.

### Occupation des sols
L'occupation des sols de la commune, telle qu'elle ressort de la base de données européenne d’occupation biophysique des sols Corine Land Cover (CLC), est marquée par l'importance des forêts et milieux semi-naturels (85,7 % en 2018), une proportion sensiblement équivalente à celle de 1990 (86,1 %). La répartition détaillée en 2018 est la suivante : 
forêts (76,5 %), terres arables (11,4 %), espaces ouverts, sans ou avec peu de végétation (4,7 %), milieux à végétation arbustive et/ou herbacée (4,5 %), zones agricoles hétérogènes (2,7 %), prairies (0,3 %).
L'évolution de l’occupation des sols de la commune et de ses infrastructures peut être observée sur les différentes représentations cartographiques du territoire : la carte de Cassini (XVIIIe siècle), la carte d'état-major (1820-1866) et les cartes ou photos aériennes de l'IGN pour la période actuelle (1950 à aujourd'hui).

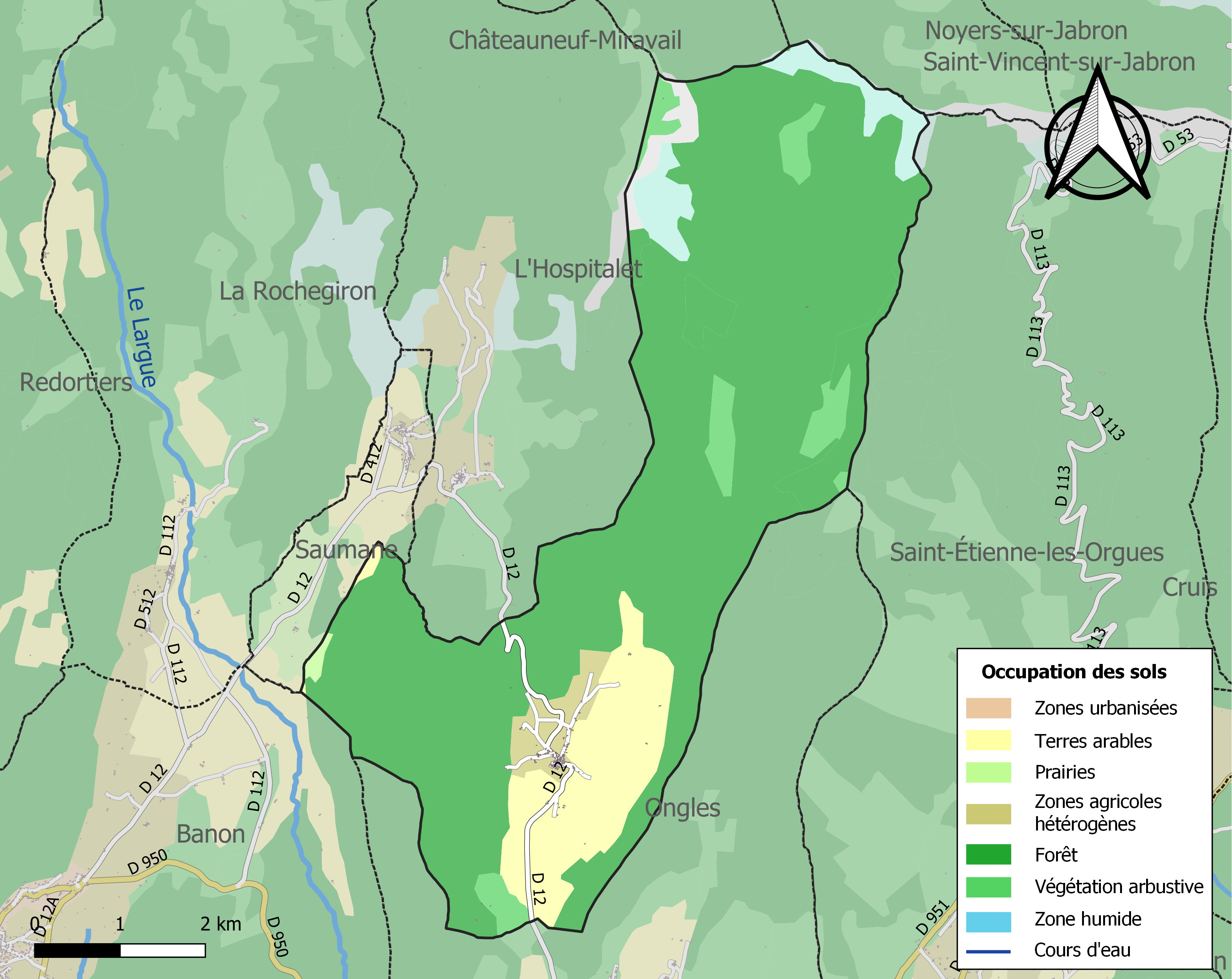
Carte de l'occupation des sols de la commune en 2018 (CLC).

## Toponymie
Le nom de la localité serait tiré de l’occitan lardier (Lardièrs en occitan provençal), le charcutier (Larderium lors de sa première mention). Les Fénié évoquent eux, avec le verbe provençal ardre, une terre brûlée par le soleil, voire aride (aucun cours d’eau pérenne ne coule dans la commune).
La combe Saint-Barthélemy tire son nom de l’église de la communauté de Malcor, qui n’a existé que durant une courte période du Moyen Âge, où le climat a été plus favorable, l’optimum médiéval, et qui a disparu ensuite.

## Histoire

### Préhistoire et Antiquité
Le site archéologique gallo-romain du Chastelard, à 990 m d’altitude, est un site antique important du département, et un exemple unique de site de montagne de toute la province de Narbonnaise. C’est probablement un exemple de culte des sommets. Autour de ce centre religieux s’est greffé un lieu de rencontre, avec un marché. Il est occupé du Ve siècle av. J.-C. au IVe siècle apr. J.-C.
À l’époque de la Tène (du Ve siècle av. J.-C. au Ier siècle av. J.-C.), c’est un oppidum à double et triple enceinte par endroits ; certains blocs font plus de 2,5 m de long, pour une largeur de la muraille de 4 m.
Dans l’Antiquité, les Sogiontiques (Sogiontii) peuplent la montagne de Lure, en étant fédérés aux Voconces. Après la Conquête, ils sont rattachés avec eux à la province romaine de Narbonnaise. Une fois l’habitat descendu dans la vallée, les constructions de l’oppidum sont détruites et remplacées par un complexe cultuel. Les murailles sont conservées et délimitent une enceinte sacrée ; une voie sacrée est aménagée. Un pèlerinage important se met en place, à partir des premières années de l’ère chrétienne. Les dons importants attestent de l’importance du complexe, qui connaît son apogée au IIe siècle : plus de 11 000 lampes entières ont été retrouvées dans des fosses (chiffre qui atteint peut-être 50 000 en comptant les lampes brisées), 10 000 anneaux de bronze, dont certains brisés, 5 000 plaques de bronze percées votives,. Au IIe siècle, les Sogiontiques sont détachés des Voconces et forment une civitas distincte, avec pour capitale Segustero (Sisteron). La fréquentation du complexe diminue au IIIe siècle, avant de s’éteindre à la fin du IVe.
Malgré son abandon, le Chastelard conserve, en tant que repère visuel notoire dans le paysage, un rôle important. La limite occidentale de la commune reste fixée sur le versant de la colline jusqu'à nos jours. La persistance d'une telle borne territoriale semble un processus courant.

### Moyen Âge
Alors que le sud-est de la Gaule était une terre burgonde, le roi des Ostrogoths Théodoric le Grand fait la conquête de la région entre la Durance, le Rhône et l’Isère en 510. Le territoire de Lardiers dépend donc brièvement à nouveau de l’Italie, jusqu’en 526. En effet, pour se réconcilier avec le roi burgonde Godomar III, la régente ostrogothe Amalasonte lui rend ce territoire.

### Les Hospitaliers
Les Hospitaliers de l'ordre de Saint-Jean de Jérusalem créent le village au XIIIe siècle ; un château est construit au Malcor (1 330 m d’altitude) et une deuxième communauté s’installe sous sa protection (Malcor, citée en 1274). La commanderie des Hospitaliers est construite à Lardiers. La communauté de Lardiers relevait de la viguerie de Forcalquier. Elle était placée sur deux chemins franchissant la montagne de Lure : l’un par L’Hospitalet et le col Saint-Vincent, l’autre par la baisse de Malcor. En 1471, au dénombrement effectué à la sortie de la guerre de Cent Ans, Lardiers est abandonné et personne n’y habite.
L'église Sainte-Anne est construite dans le deuxième quart du XIIe siècle (selon Raymond Collier), au début du XIIIe siècle (selon la DRAC). Elle dépend alors des Hospitaliers de Saint-Jean de Jérusalem. Très rustique (le portail archaïsant en est un exemple), sa nef n’a qu’une seule travée, voûtée en plein cintre, et se termine par un chœur à chevet plat. Les chapelles ont été ajoutées au XVIIe siècle.

### Révolution française
Durant la Révolution, la commune compte une société patriotique, créée après la fin de 1792
```
et absorbe la commune voisine de Malcol
[
39
]
.
```

### Époque contemporaine
Les deux cultures symboliques des régions méditerranéennes ont été pratiquées à Lardiers. La vigne produisait un vin médiocre, destinée à l’autoconsommation. Sa culture a été abandonnée au XXe siècle. De la même façon, l’olivier était cultivé sur de petites surfaces au XIXe siècle à sa limite altitudinale (il n’atteint qu’exceptionnellement les 700 mètres). La production était limitée et destinée à une consommation domestique. Il est aujourd’hui abandonné.
Le coup d'État du 2 décembre 1851 commis par Louis-Napoléon Bonaparte contre la Deuxième République provoque un soulèvement armé dans les Basses-Alpes, en défense de la Constitution. Après l’échec de l’insurrection, une sévère répression poursuit ceux qui se sont levés pour défendre la République : 21 habitants de Lardiers sont traduits devant la commission mixte, la majorité étant condamnés à la déportation en Algérie.
Comme de nombreuses communes du département, Lardiers se dote d’une école bien avant les lois Jules Ferry : en 1863, elle en possède déjà une qui dispense une instruction primaire aux garçons, au chef-lieu. Aucune instruction n’est donnée aux filles : ni la loi Falloux (1851), qui impose l’ouverture d’une école de filles aux communes de plus de 800 habitant, ni la première loi Duruy (1867), qui abaisse ce seuil à 500 habitants, ne concernent Lardiers. Ce n’est qu’avec les lois Ferry que les filles de Saint-Lions sont régulièrement scolarisées.

## Politique et administration

### Administration municipale

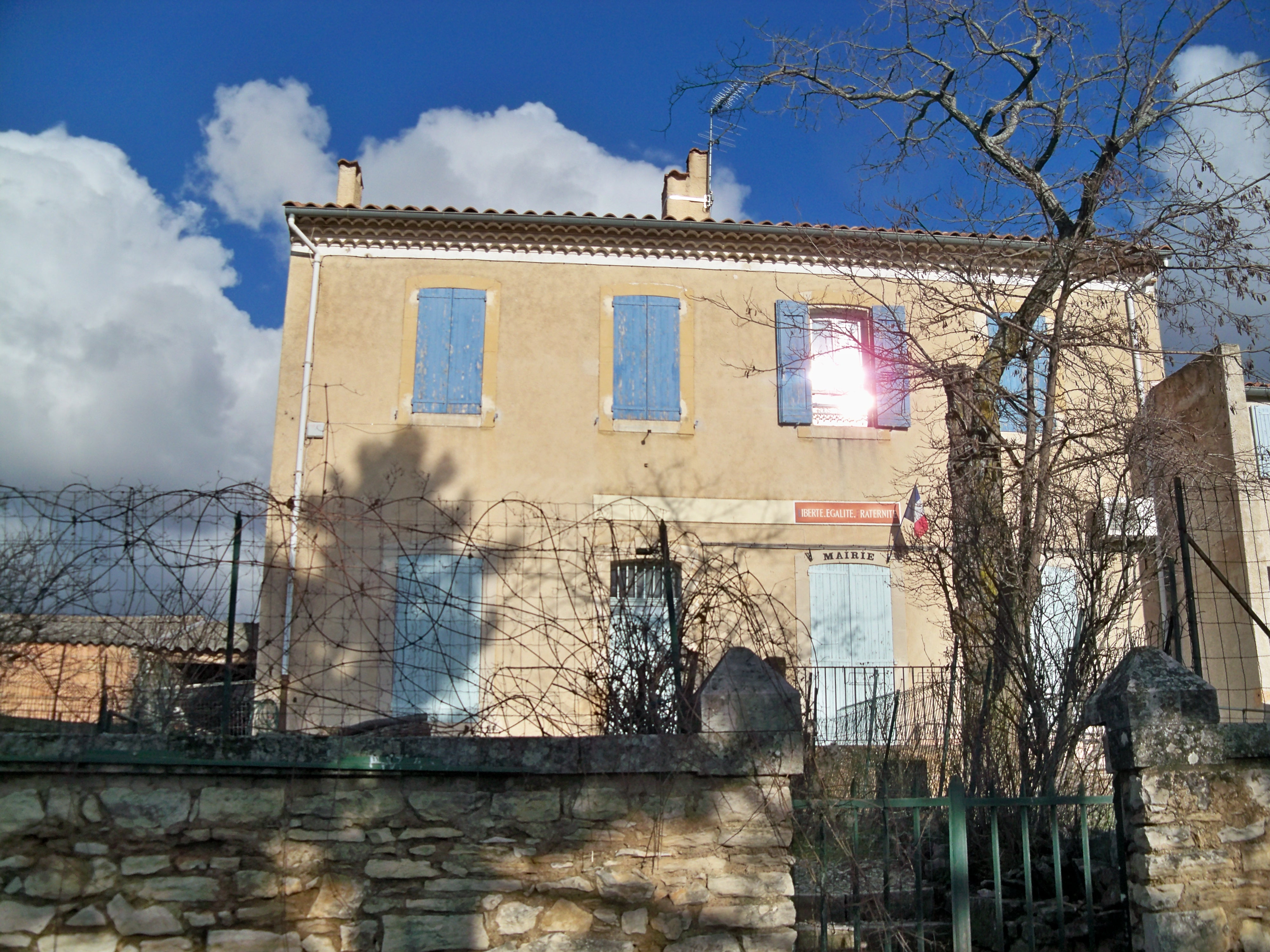
Mairie de Lardiers.

De par sa taille, la commune dispose d'un conseil municipal de 11 membres (article L2121-2 du Code général des collectivités territoriales). Lors du scrutin de 2008, il n’y eut qu’un seul tour et Robert Usseglio a été élu conseiller municipal avec le huitième total de 83 voix, soit 72,81 % des suffrages exprimés. La participation a été de 83,82 %. Il a ensuite été nommé maire par le conseil municipal.

### Liste des maires
L'élection du maire est la grande innovation de la Révolution de 1789. De 1790 à 1795, les maires sont élus au suffrage censitaire pour deux ans. De 1795 à 1800, il n’y a pas de maires, la commune se contente de désigner un agent municipal qui est délégué à la municipalité de canton.
En 1799-1800, le Consulat revient sur l'élection des maires, qui sont désormais nommés par le pouvoir central. Ce système est conservé par les régimes suivants, à l'exception de la Deuxième République (1848-1851). Après avoir conservé le système autoritaire, la Troisième République libéralise par la loi du 5 avril 1884 l'administration des communes : le conseil municipal, élu au suffrage universel, élit le maire en son sein.
| Période                                  | Période                       | Identité          | Étiquette | Qualité                                             |
| ---------------------------------------- | ----------------------------- | ----------------- | --------- | --------------------------------------------------- |
| Les données manquantes sont à compléter. |                               |                   |           |                                                     |
| mai 1945                                 |                               | Lucien Esmieu     | Résistant | Ancien Résistant, se présente sous cette étiquette. |
|                                          |                               |                   |           |                                                     |
| 1977 (?)                                 | réélu en 2008                 | M. Claude Esmieu, | PS        |                                                     |
| 2009                                     | En cours (au 21 octobre 2014) | Robert Usseglio,  | DVD       | Artisan                                             |

### Intercommunalité
Lardiers fait partie de la communauté de communes Pays de Forcalquier - Montagne de Lure.

### Fiscalité locale
| Taxe                                        | Part communale | Part intercommunale |
| ------------------------------------------- | -------------- | ------------------- |
| Taxe d'habitation                           | 8,51 %         | 6,11 %              |
| Taxe foncière sur les propriétés bâties     | 22,07 %        | 18,96 %             |
| Taxe foncière sur les propriétés non bâties | 70,00 %        | 2,66 %              |
| Taxe additionnelle au foncier non bâti      | —              | 58,73 %             |
| Cotisation foncière des entreprises         | —              | 33,97 %             |

## Population et société

### Démographie
Les habitants de la commune sont appelés les Lardiérans,.
En 2022, Lardiers comptait 139 habitants. À partir du XXIe siècle, les recensements réels des communes de moins de 10 000 habitants ont lieu tous les cinq ans (2008, 2013, 2018, etc. pour Lardiers). Depuis 2004, les autres chiffres sont des estimations.
| 1765 | 1793 | 1800 | 1806 | 1821 | 1831 | 1836 | 1841 | 1846 |
| ---- | ---- | ---- | ---- | ---- | ---- | ---- | ---- | ---- |
| 321  | 353  | 267  | 322  | 346  | 393  | 364  | 378  | 398  |

| 1851 | 1856 | 1861 | 1866 | 1872 | 1876 | 1881 | 1886 | 1891 |
| ---- | ---- | ---- | ---- | ---- | ---- | ---- | ---- | ---- |
| 342  | 295  | 331  | 315  | 300  | 272  | 244  | 252  | 235  |

| 1896 | 1901 | 1906 | 1911 | 1921 | 1926 | 1931 | 1936 | 1946 |
| ---- | ---- | ---- | ---- | ---- | ---- | ---- | ---- | ---- |
| 262  | 218  | 229  | 180  | 159  | 161  | 121  | 119  | 115  |

| 1954 | 1962 | 1968 | 1975 | 1982 | 1990 | 1999 | 2006 | 2008 |
| ---- | ---- | ---- | ---- | ---- | ---- | ---- | ---- | ---- |
| 111  | 82   | 71   | 63   | 77   | 99   | 124  | 116  | 114  |

| 2013 | 2018 | 2022 | - | - | - | - | - | - |
| ---- | ---- | ---- | - | - | - | - | - | - |
| 115  | 133  | 139  | - | - | - | - | - | - |

| 1471     | 1698    | 1765 | 1774    |
| -------- | ------- | ---- | ------- |
| inhabité | 83 feux | 321  | 68 feux |

L’histoire démographique de Lardiers, après la saignée des XIVe et XVe siècles et le long mouvement de croissance jusqu’au début du XIXe siècle, est marquée par une période d’« étale » où la population reste relativement stable à un niveau élevé. Cette période dure peu, de 1831 à 1846. L’exode rural provoque ensuite un mouvement de recul démographique de longue durée. En 1911, la commune a perdu plus de la moitié de sa population par rapport au maximum historique de 1846. Le mouvement de baisse se poursuit jusqu’aux années 1970. Depuis, la croissance de la population a repris.

### Enseignement
La commune ne possède ni école maternelle ni école primaire publique, les élèves sont scolarisés à Banon. Ensuite, les élèves sont affectés au collège départemental à Banon. Puis les élèves sont dirigés vers les lycées de Manosque, soit le lycée polyvalent Les Iscles, soit le lycée Félix-Esclangon.

### Sports

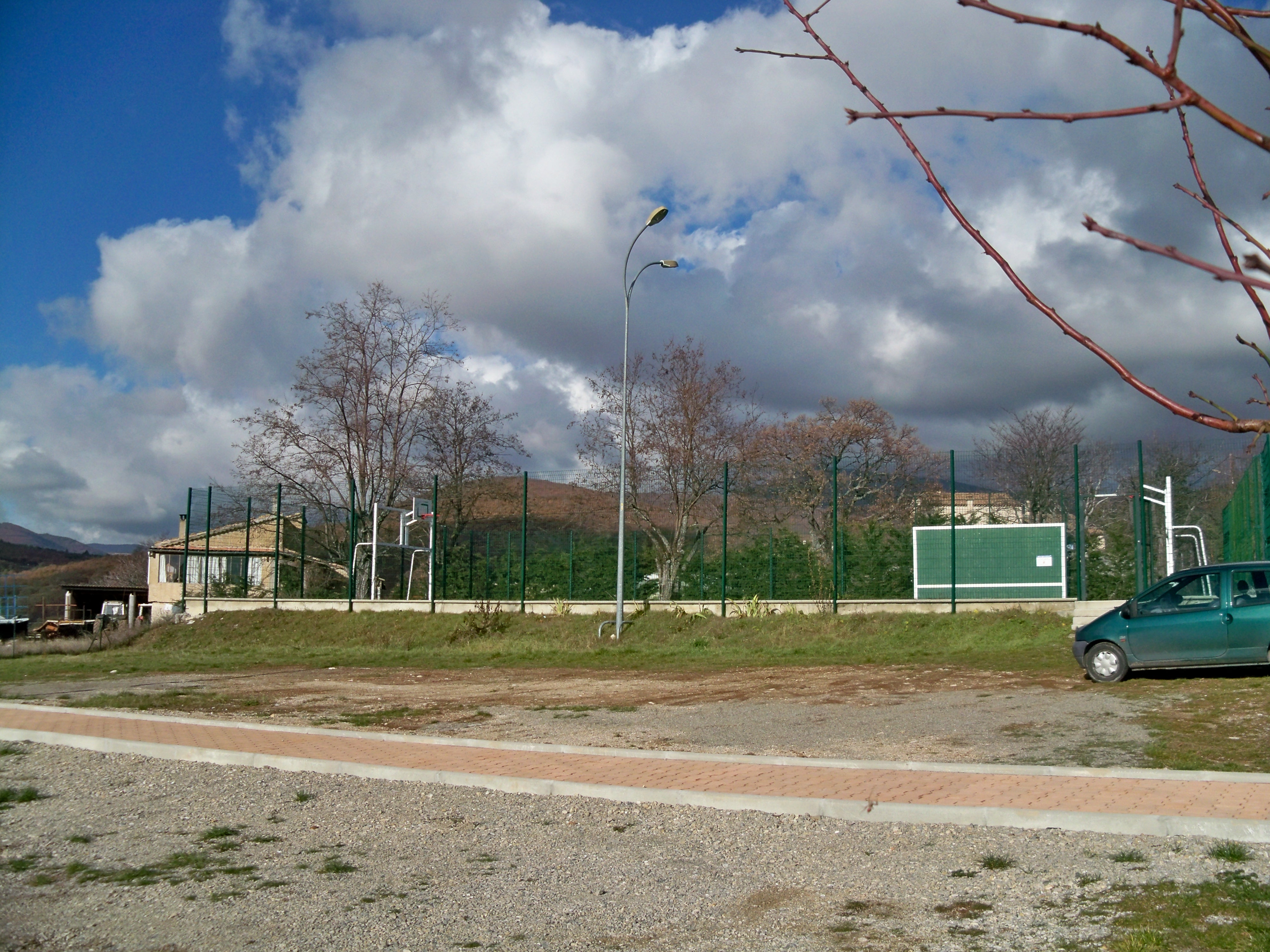
Le terrain de basket de Lardiers.

Les activités sportives se déroulent dans le cadre du Foyer Rural du village.

### Santé
La commune n'a pas de professionnels de santé. Les médecins les plus proches sont à Saint-Étienne-les-Orgues, les pharmacies à Banon et à Saint-Étienne-les-Orgues. Lardiers dépend du Centre hospitalier de Manosque.

### Cultes

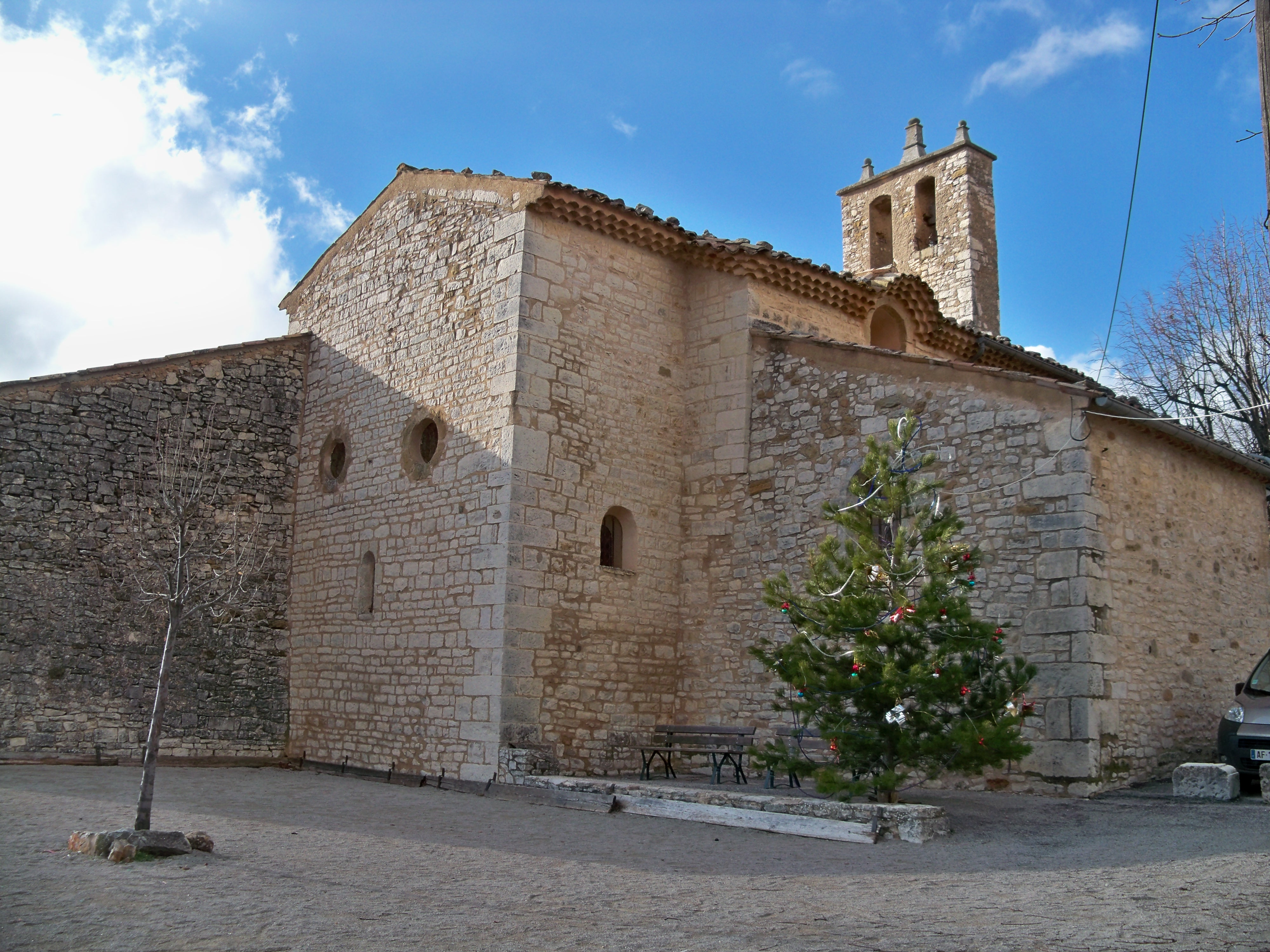
Église paroissiale.

La commune fait partie du secteur pastoral Montagne de Lure. Le culte est célébré alternativement dans chacune des églises du secteur.

### Services communaux
Lardiers dispose d'une bibliothèque, d'une salle des fêtes et d'un complexe sportif, comprenant notamment un terrain de basket-ball.

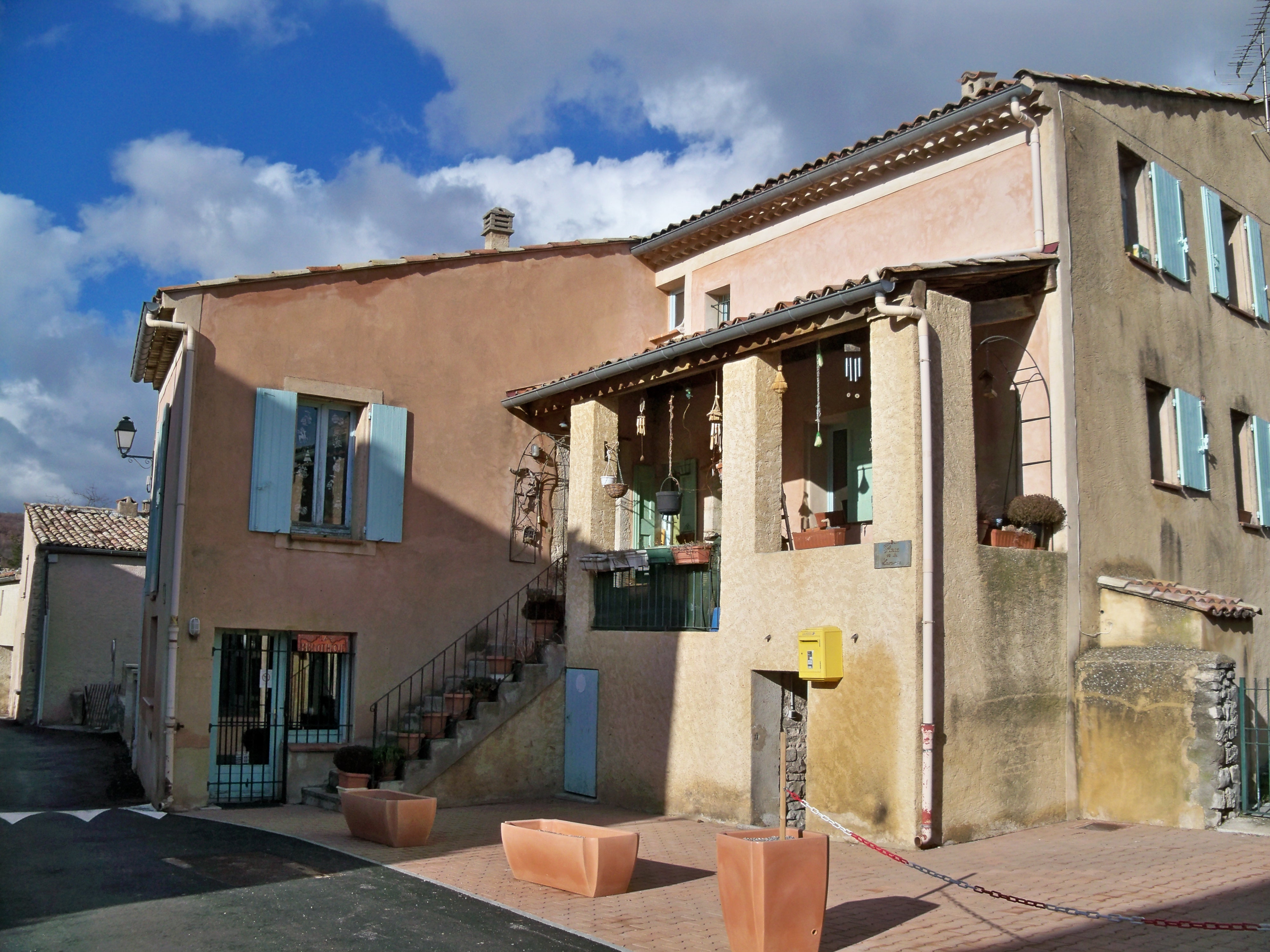
Bibliothèque.
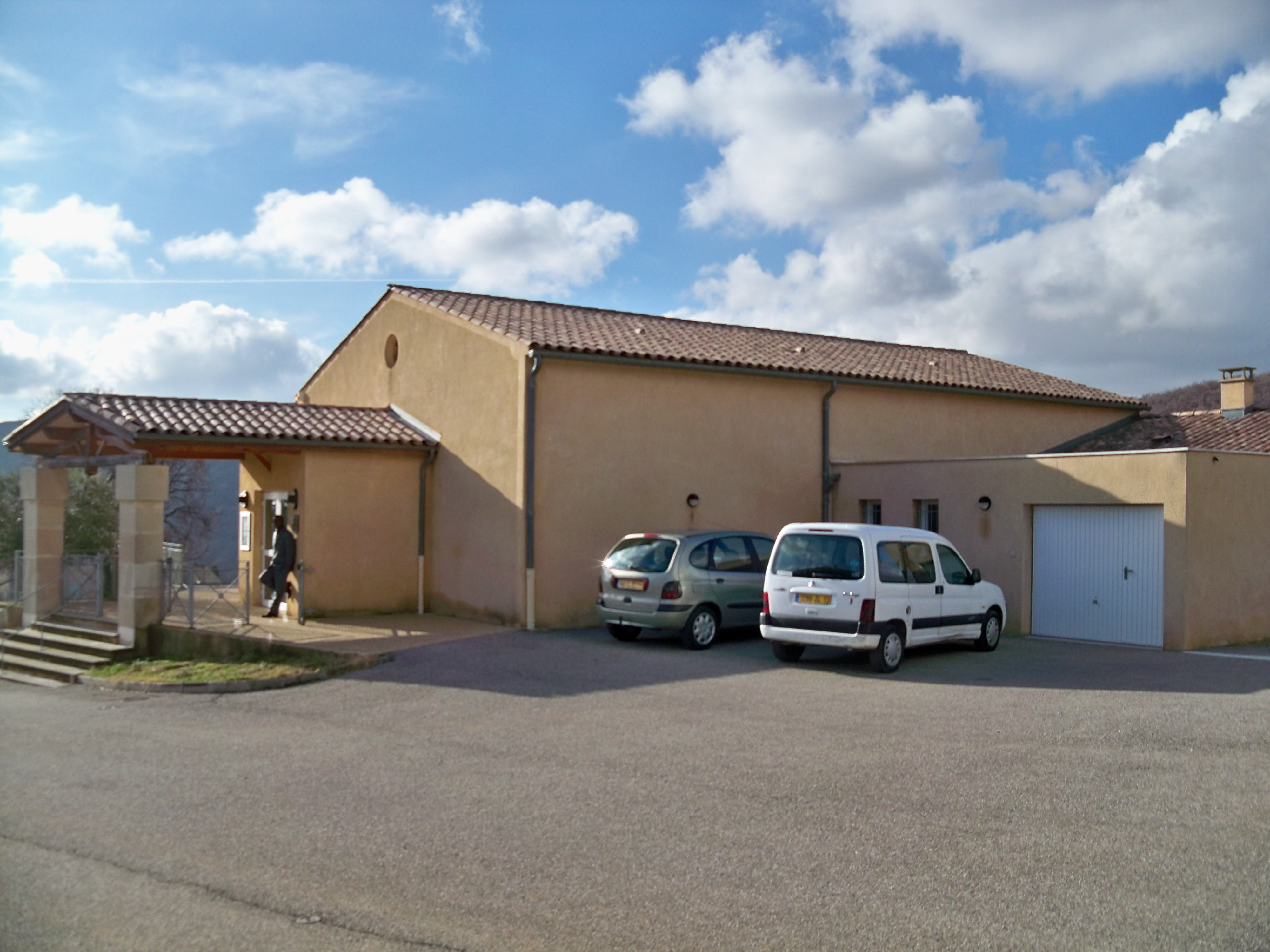
Salle des fêtes.

## Économie

### Aperçu général
En 2009, la population active s’élevait à 49 personnes, dont six chômeurs
 (chiffre inchangé fin 2011). Ces travailleurs sont majoritairement des indépendants (26 actifs sur 43) et travaillent majoritairement dans la commune (26 actifs sur 43).

### Agriculture
Fin 2010, le secteur primaire (agriculture, sylviculture, pêche) comptait six établissements actifs au sens de l’Insee (exploitants non-professionnels inclus) et aucun emploi salarié.
Le nombre d’exploitations professionnelles, selon l’enquête Agreste du ministère de l’Agriculture, est de cinq en 2010. Il était de huit en 2000, chiffre invariant depuis 1988. Actuellement[Quand ?], ces exploitants sont essentiellement tournés vers les grandes cultures. De 1988 à 2000, la surface agricole utilisée (SAU) avait augmenté, de 186 à 276 ha. La SAU a fortement diminué lors de la dernière décennie, à 95 ha.
Les agriculteurs de la commune de Lardiers peuvent revendiquer deux labels appellation d'origine contrôlée (AOC) (huile essentielle de lavande de Haute-Provence et banon) et neuf labels indication géographique protégée (IGP) (dont pommes des Alpes de Haute-Durance, miel de Provence, agneau de Sisteron).
Parmi ces labels, les six IGP concernant le vin (alpes-de-haute-provence (IGP) blanc, rouge et rosé et VDP de Méditerranée blanc, rouge et rosé) ne sont pas utilisés, la vigne n’étant pas cultivée pour une production commerciale dans la commune.

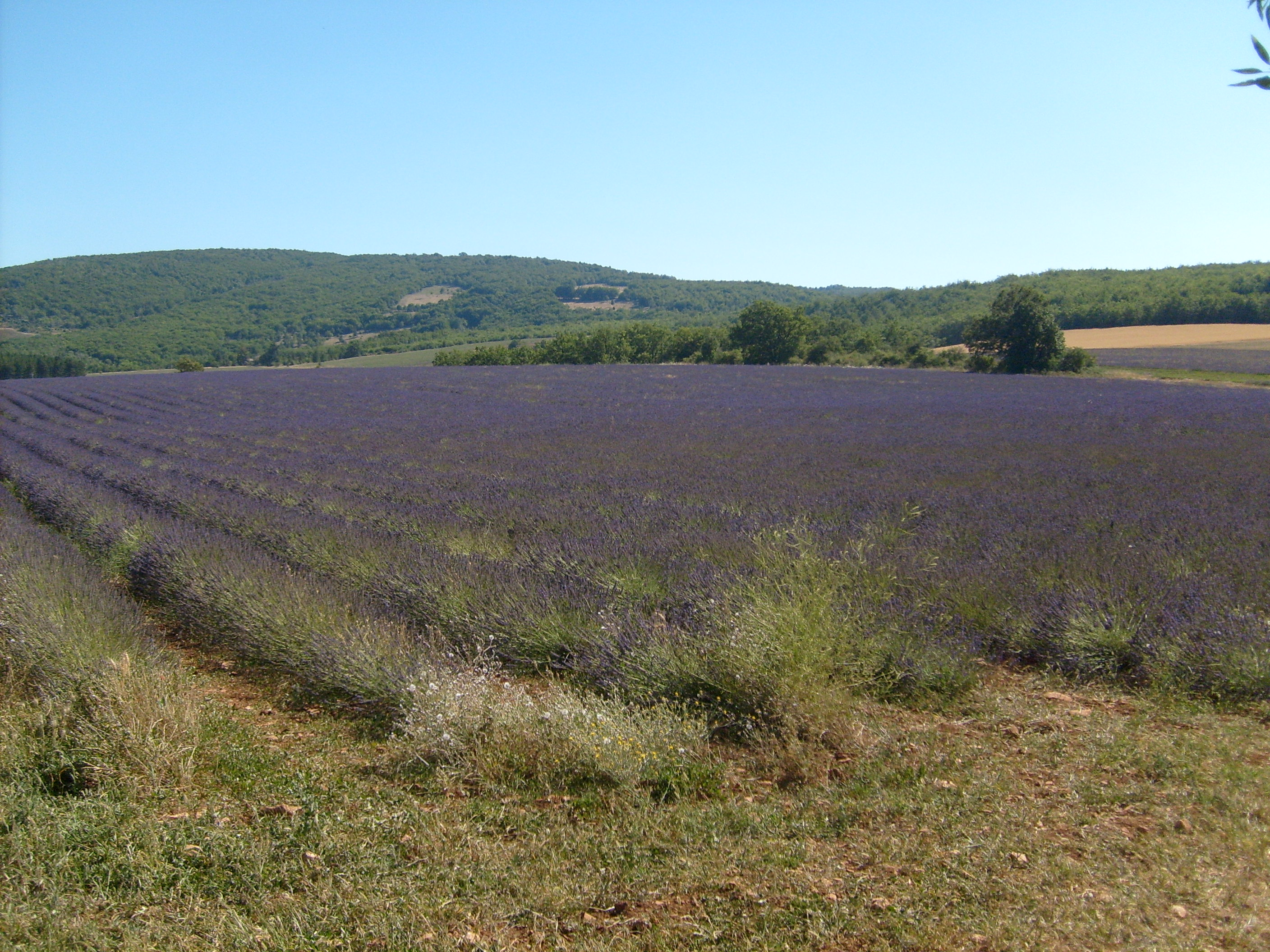
Champ de lavande sur le plateau d'Albion.
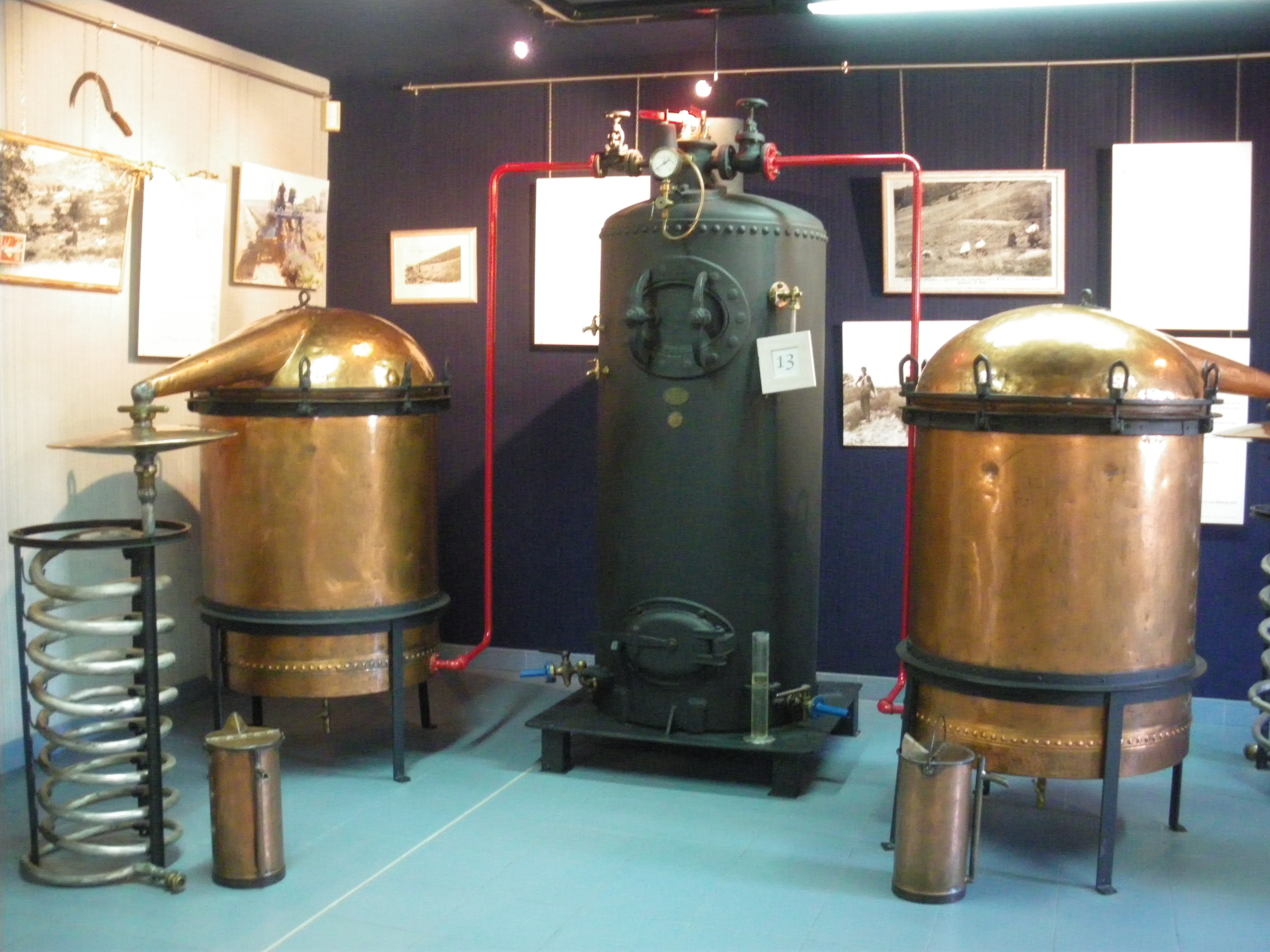
Alambics pour distiller la lavande.
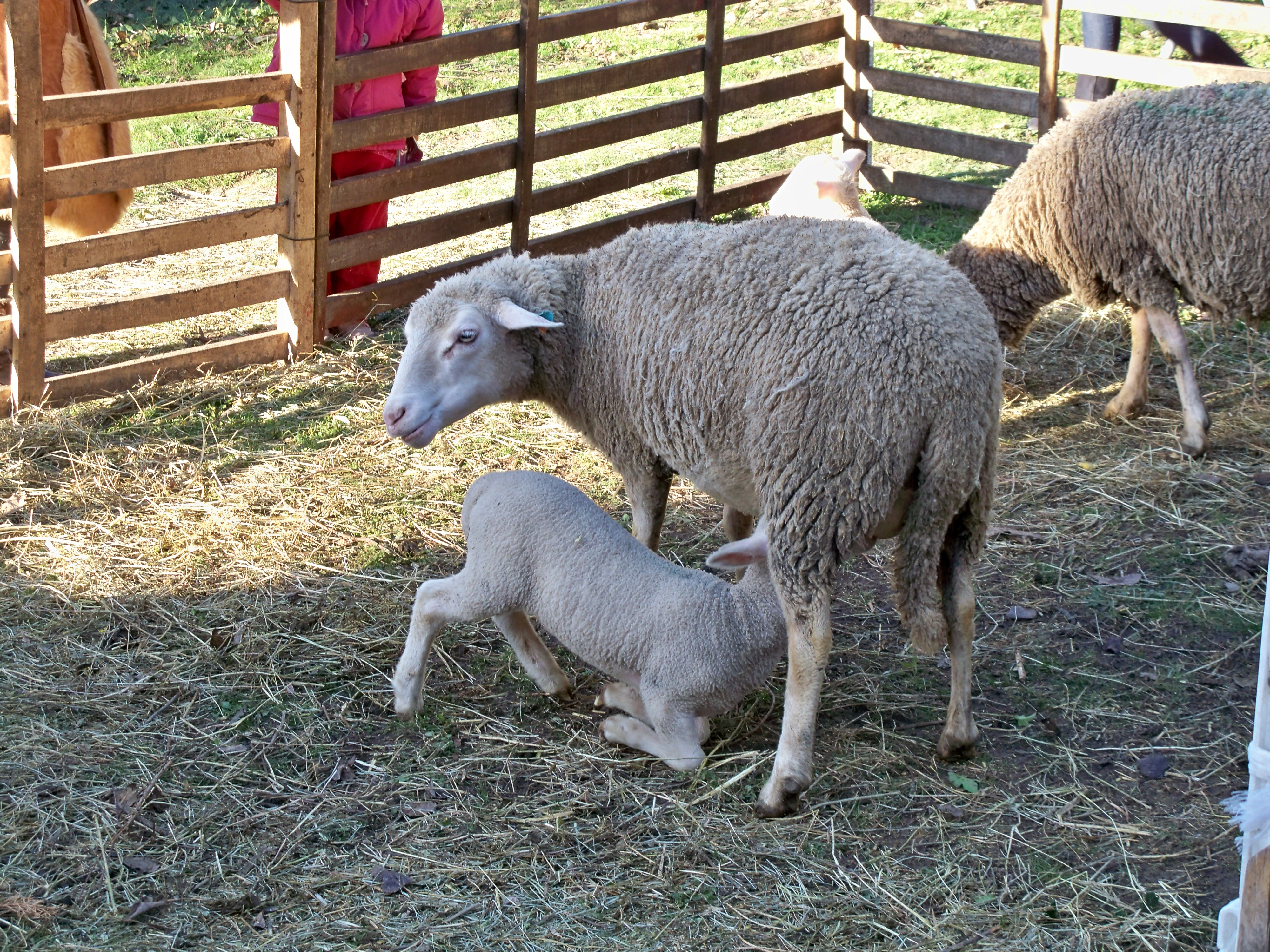
Agneau de Sisteron élevé sous sa mère.
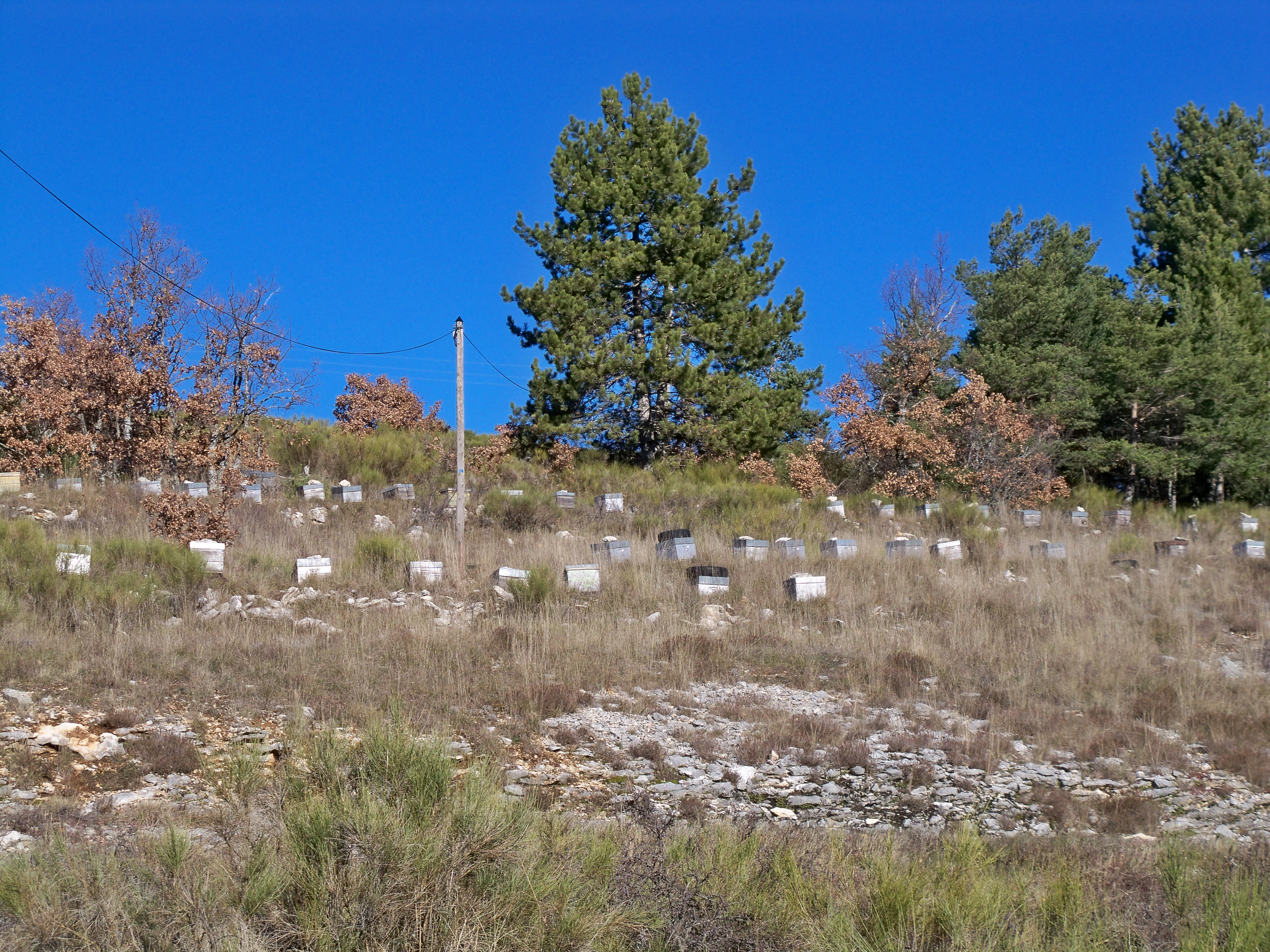
Ruches à la Combe du Pommier.
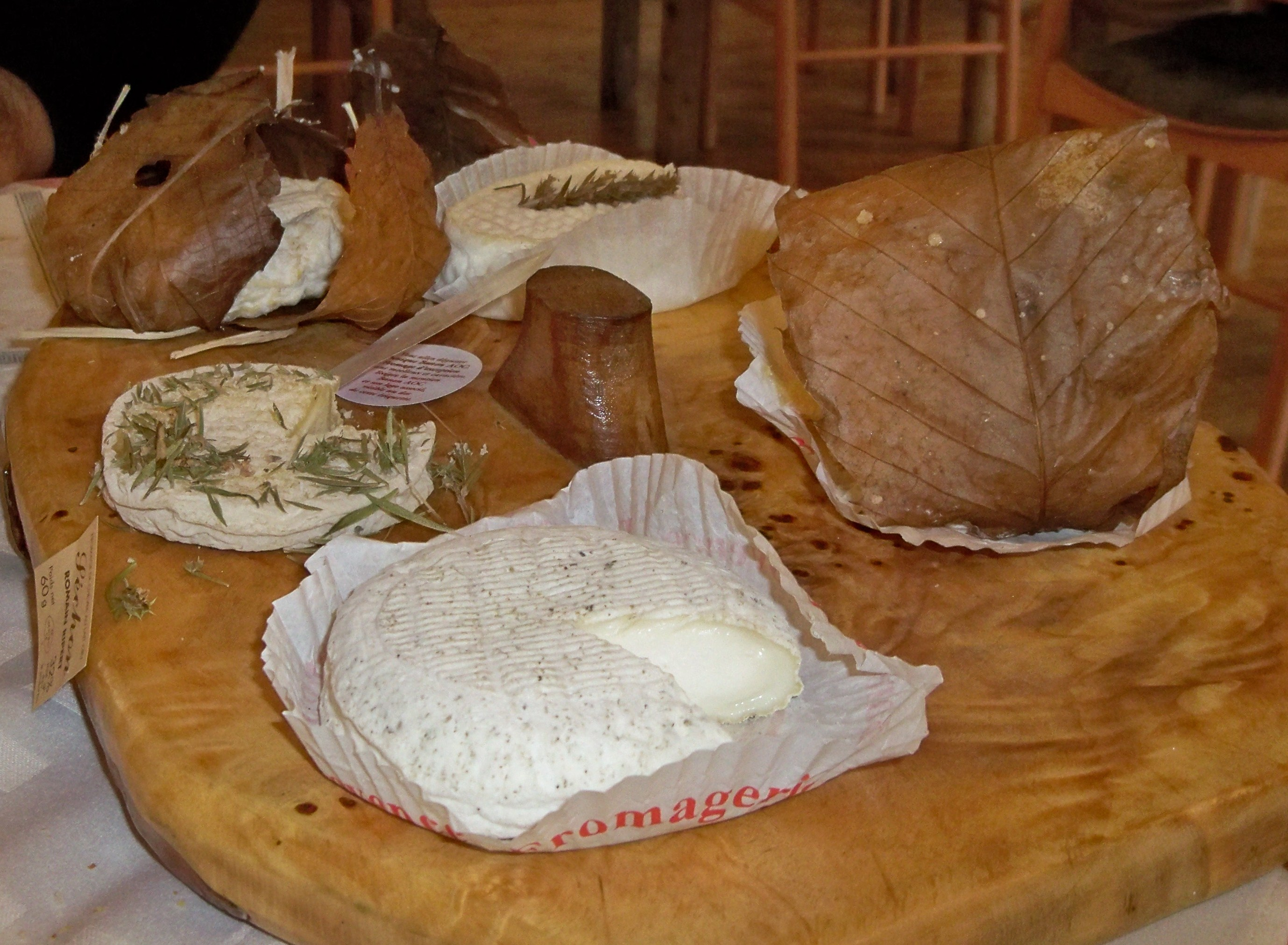
Plateau d'AOC Banon dans un restaurant de Revest-du-Bion.

### Industrie
Fin 2010, le secteur secondaire (industrie et construction) comptait six établissements, n’employant aucun salarié.

### Activités de service

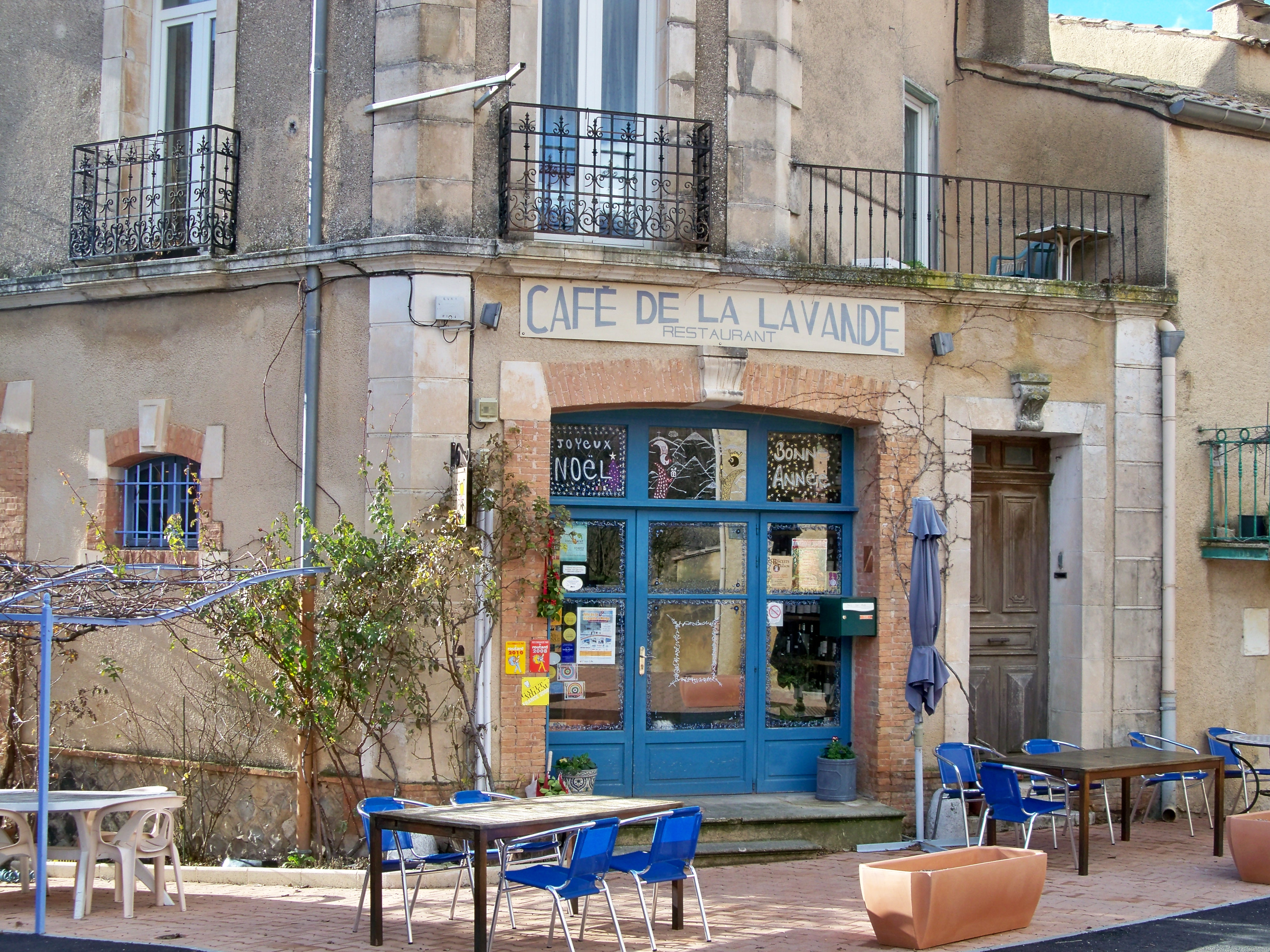
Le dernier commerce du village.

Fin 2010, le secteur tertiaire (commerces, services) comptait sept établissements (avec trois emplois salariés), auxquels s’ajoutent les deux établissements du secteur administratif, salariant une personne.
D'après l’Observatoire départemental du tourisme, la fonction touristique est secondaire pour la commune, avec entre un et cinq touristes accueillis par habitant, l’essentiel de la capacité d'hébergement étant non-marchande. Plusieurs structures d’hébergement à finalité touristique existent dans la commune :
- des meublés labellisés[77] ;
- l’hébergement collectif est représenté par un gîte[78].

Les résidences secondaires apportent un complément appréciable à la capacité d’accueil : au nombre de 58, elles représentent la moitié des logements,.
Le Café de la Lavande, qui porte le label Bistrot de Pays, adhère a une charte qui a but de « contribuer à la conservation et à l’animation du tissu économique et social en milieu rural par le maintien d’un lieu de vie du village ».

## Lieux et monuments

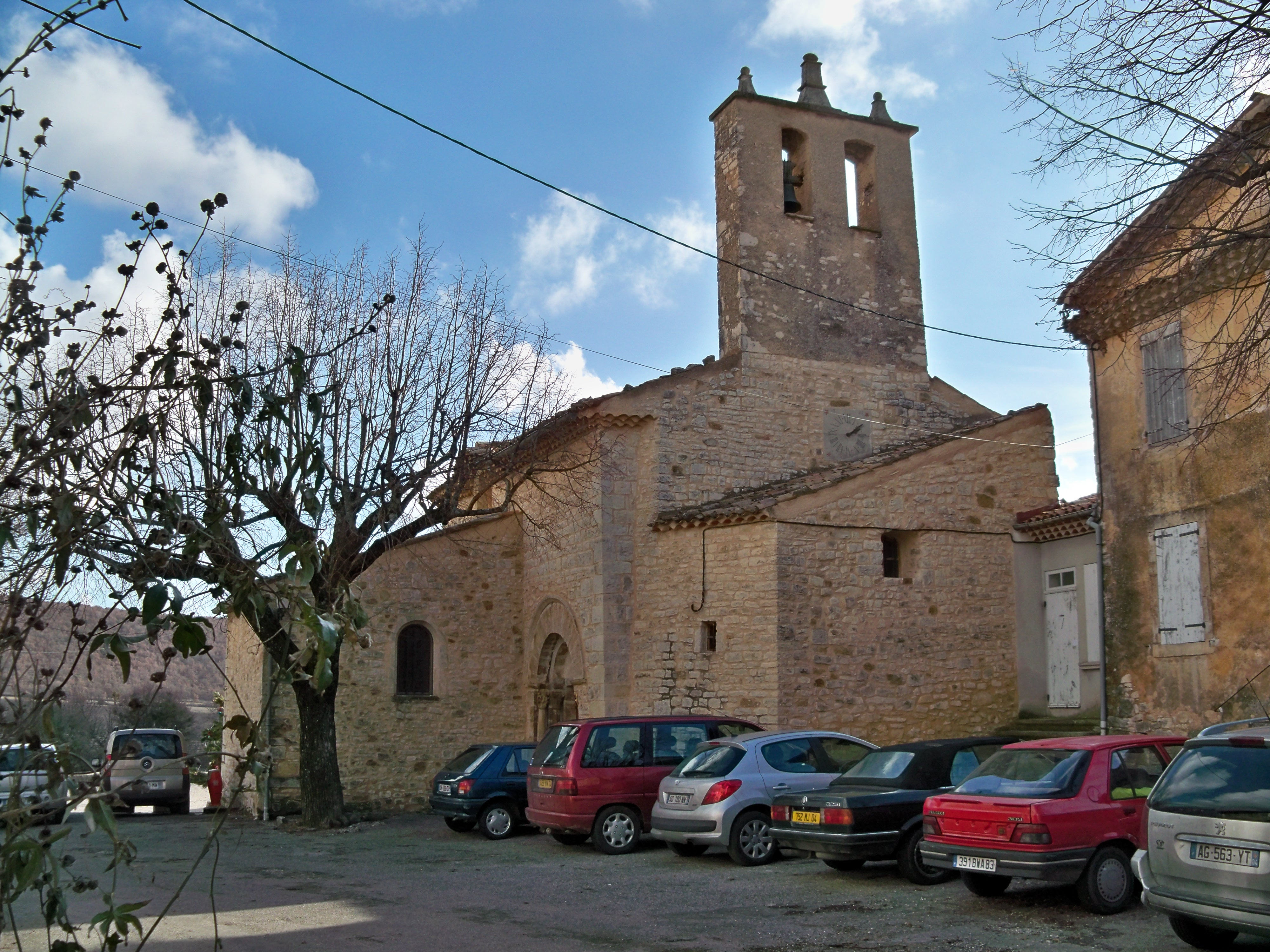
Église Sainte-Anne.

### Art religieux
L’ensemble de l'église Sainte-Anne, a été inscrit sur l'inventaire supplémentaire des monuments historiques par arrêté 10 mai 2017, sauf le portail déjà classé monument historique.
La chapelle du cimetière est construite dans le premier tiers du XIXe siècle, puis reconstruite à une date floue (entre 1858 et 1868). Fondée sous la titulature de Saint-Claude, elle passe ensuite sous celle de Notre-Dame-de-la-Salette.

### Habitat traditionnel
Les différentes formes d’habitat traditionnel de Provence sont représentées dans la commune : maisons en hauteur au village, où hommes et bêtes vivaient sous le même toit, mais aussi des maisons isolées dans les collines. Au XIXe siècle se sont ajoutées hors du village des maisons à terre. Toutes ces constructions sont pensées pour les besoins agricoles : terrasse pour sécher les fruits, grenier pour serrer le foin et le grain.

Une grande variété de constructions traditionnelles sont présentes à Lardiers.
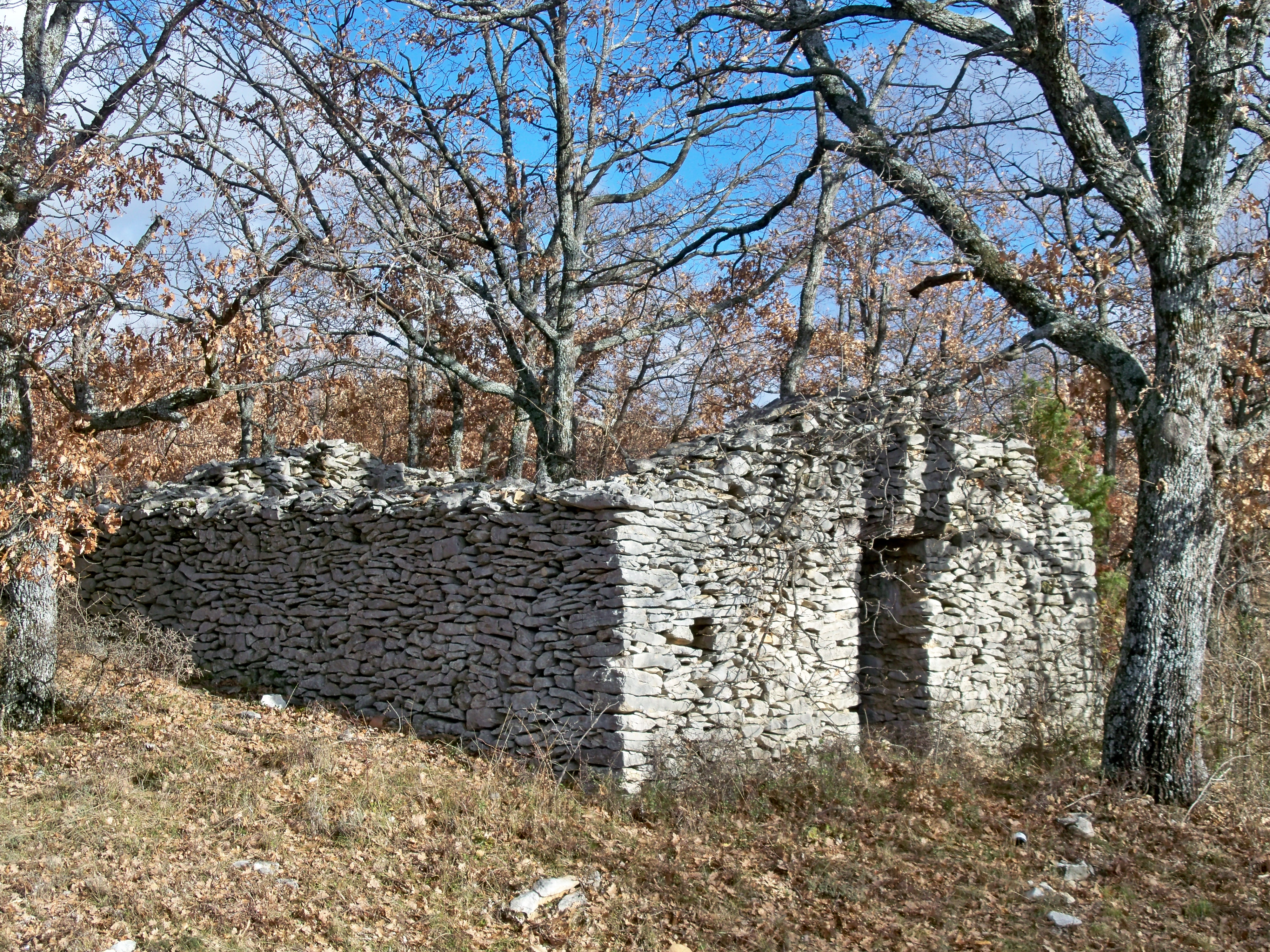
Cabanon en ruine, ancien jas de pierre sèche.
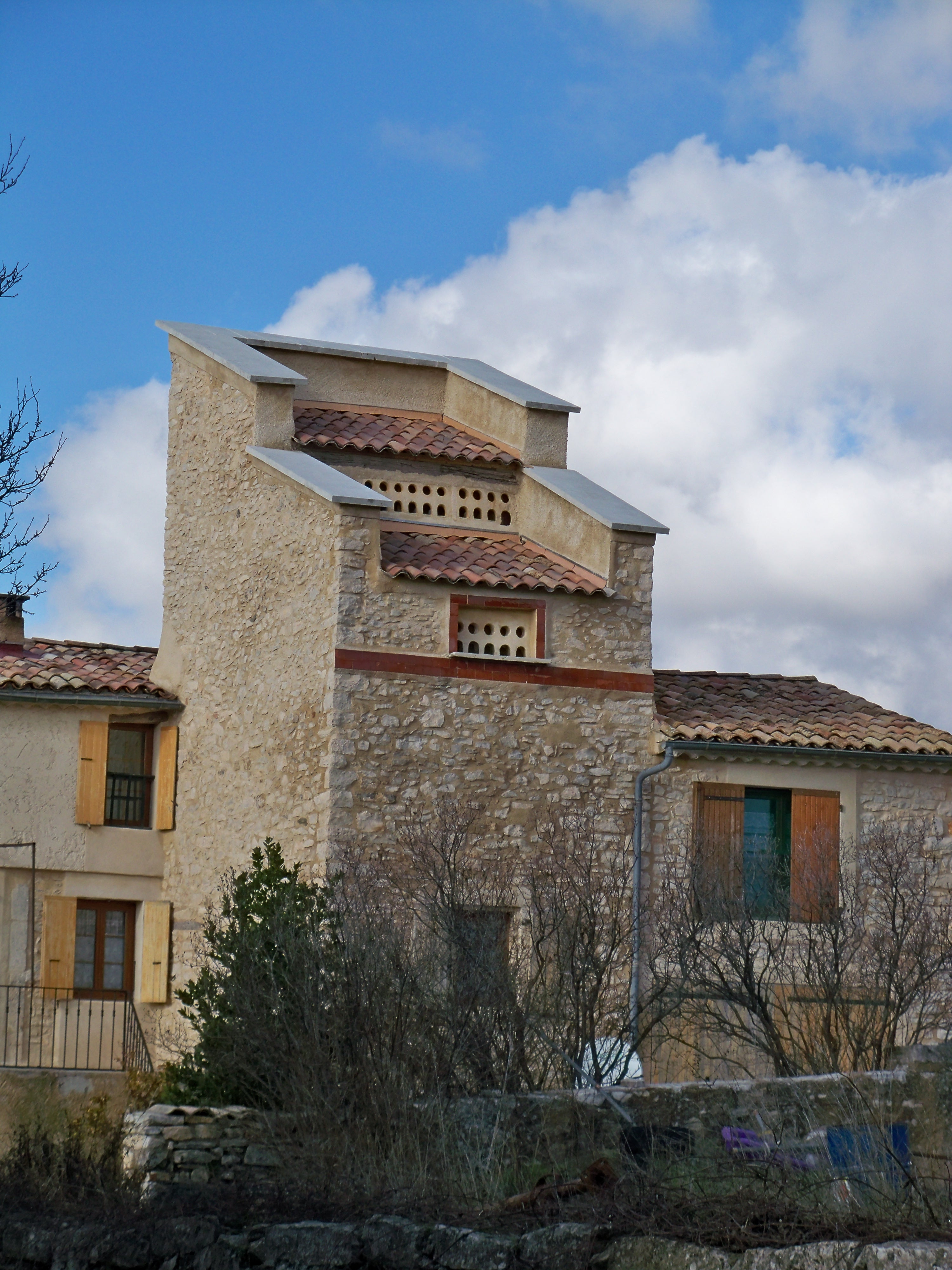
Aux Granges de Vigneras, pigeonnier en forme de tour carrée séparant en deux l'habitation.
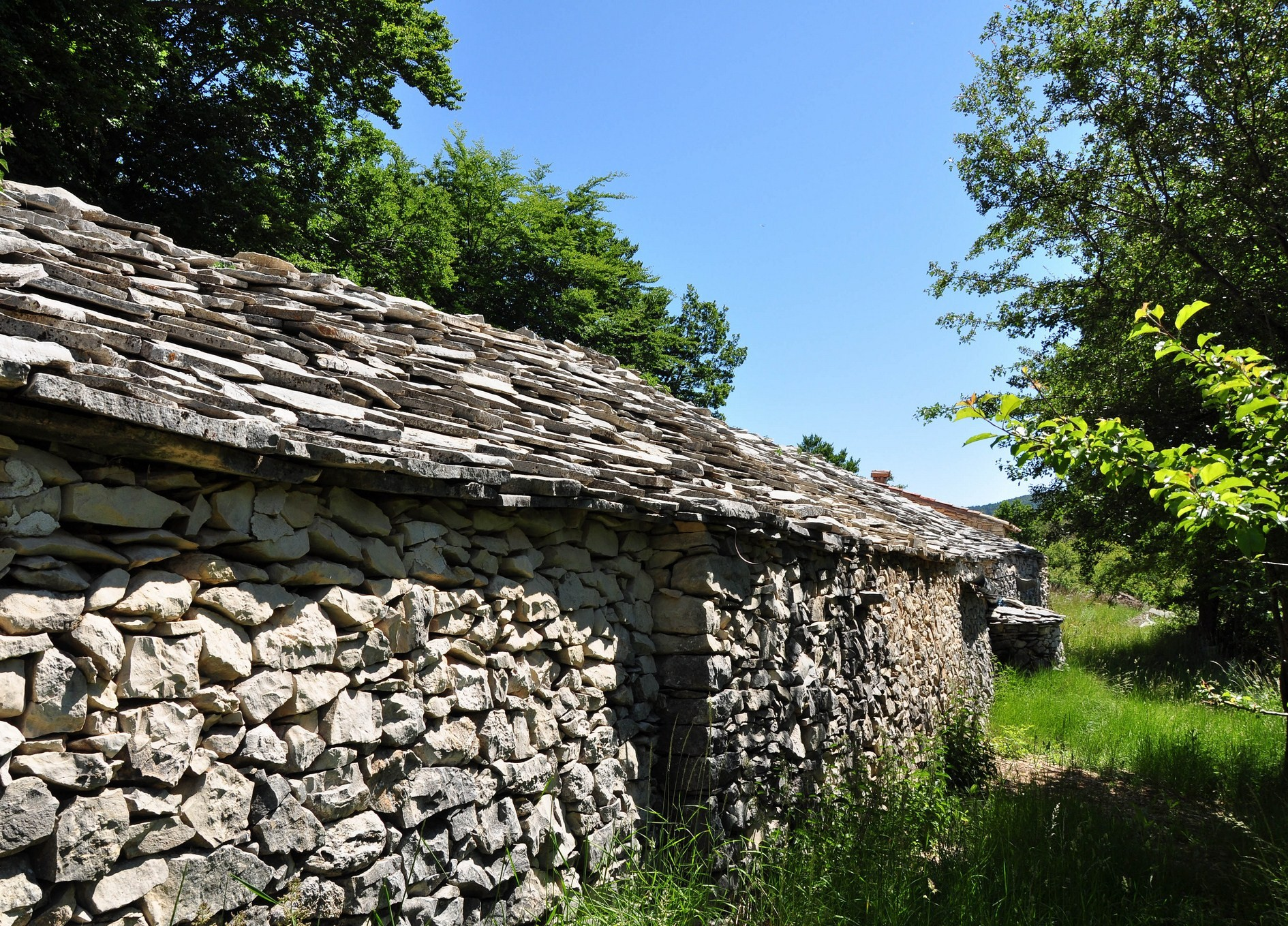
Jas recouvert de lauzes près de Lardiers.
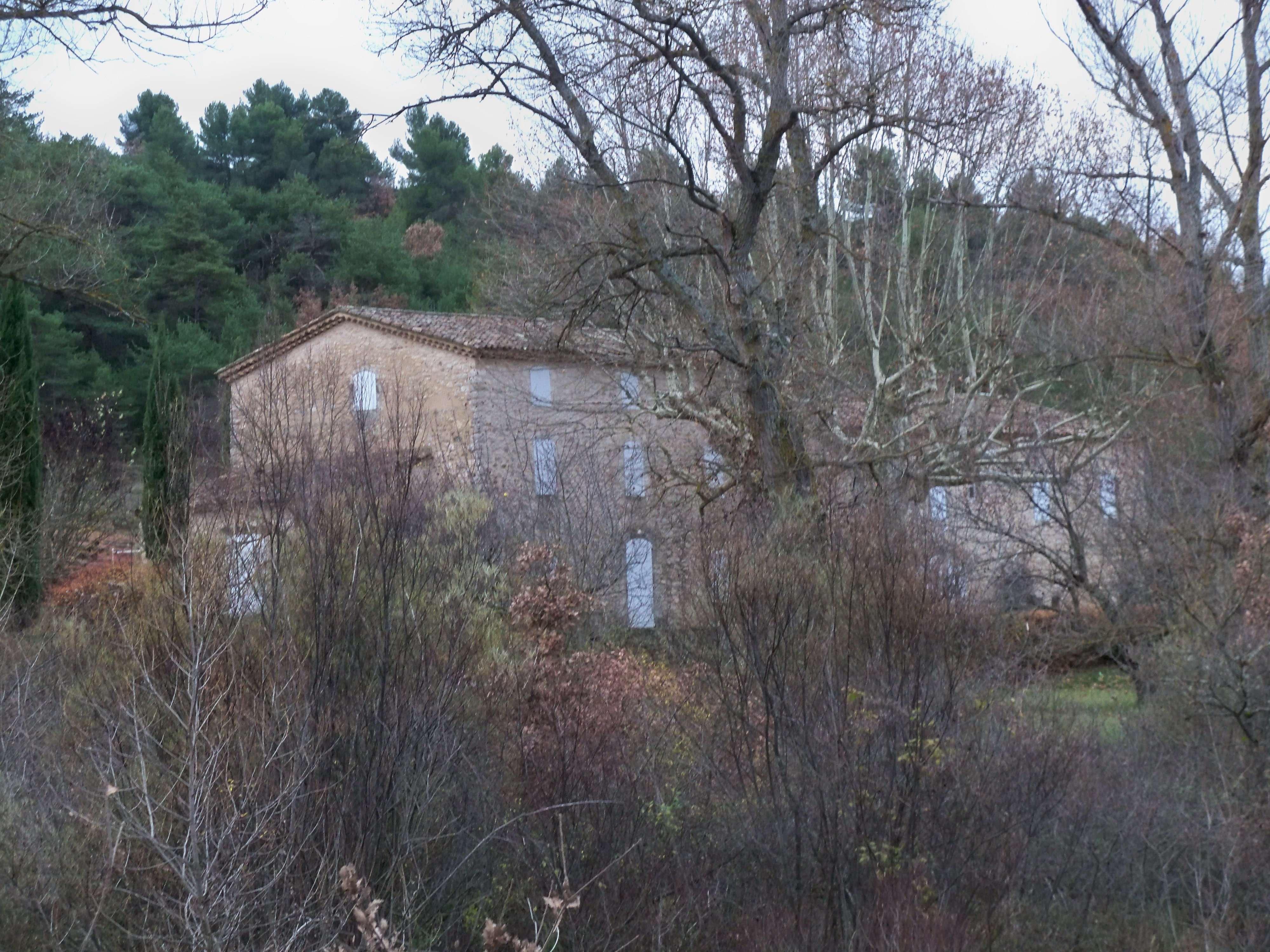
Maison à terre traditionnelle.
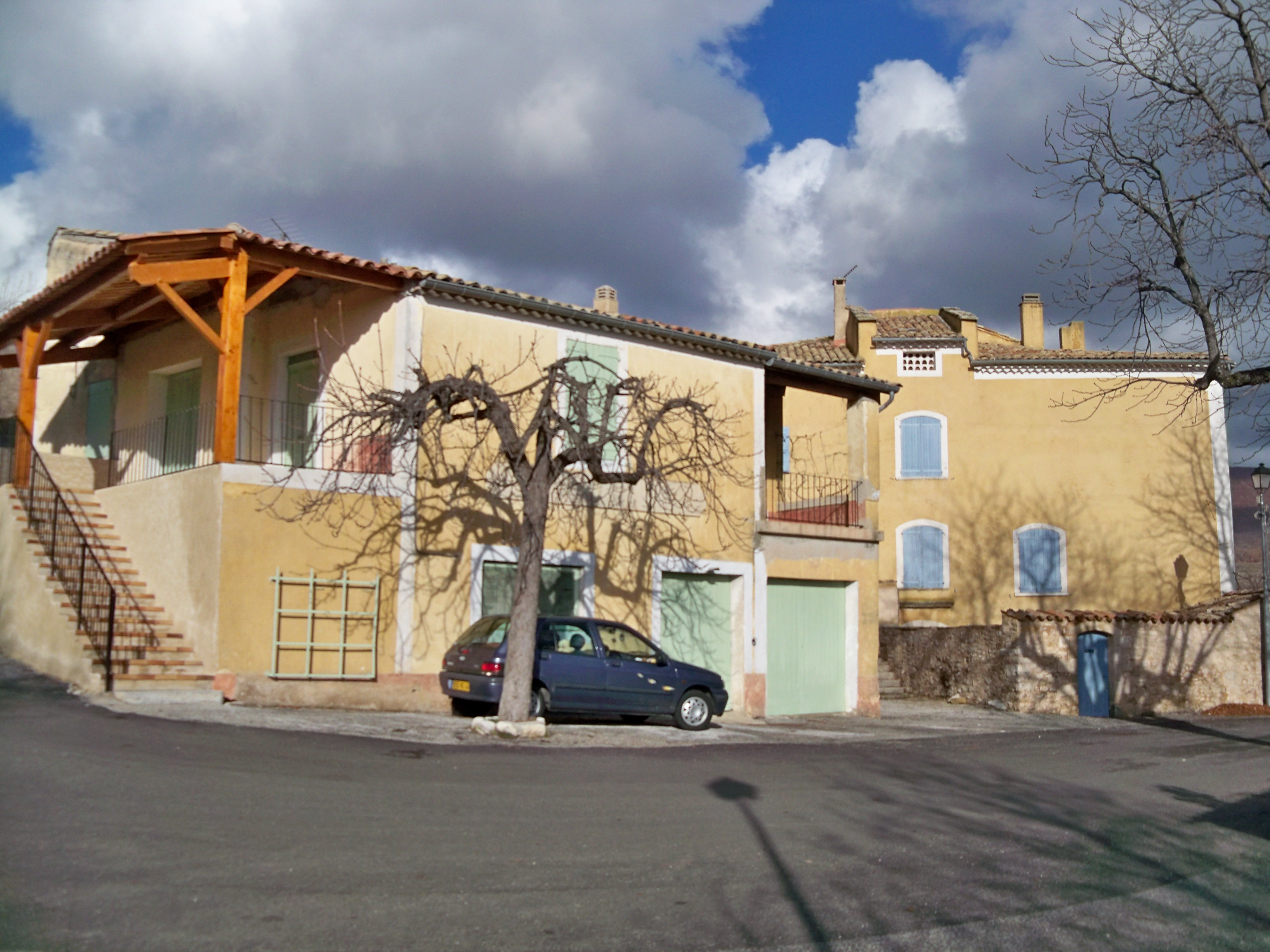
Maison à terre et son pigeonnier jouxtant une maison en hauteur rénovée.
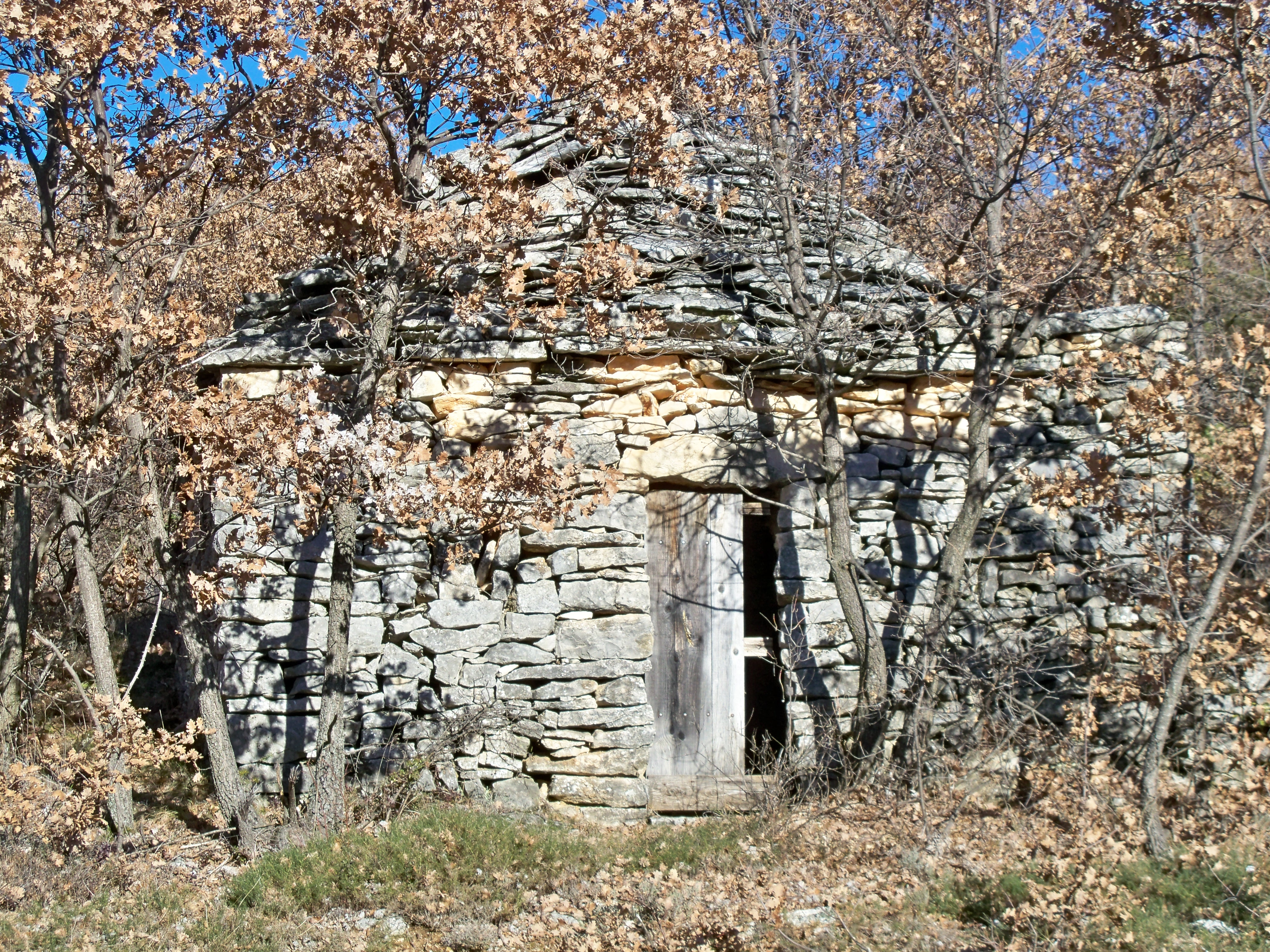
Cabanon pointu.

Les pigeonniers de particuliers sont souvent construits au XIXe siècle, et se signalent par des plaques vernissées en façade, protégeant les oiseaux des rongeurs. L'approvisionnement en eau des différentes constructions était très souvent complété par une citerne qui recueillait les eaux de pluie de la toiture. Aux granges de Vigneras, une ferme est dotée d’un pigeonnier en forme de tour carrée, engagé dans la masse de la ferme.
Les cabanons fournissent un habitat aménagé près de champs ou de vignes éloignées. Parfois, il s’agit de borie, cabanon de pierre sèche construit avec le produit de l’épierrage des champs.

### Sites
Quelques phénomènes karstiques sont connus depuis longue date des herboristes comme l'abîme de Coutelle (-61 m) ou l'aven de la Grande Beaucouse.

### Héraldique
| Blason de Lardiers | Blason  | De sinople à un loup d’or coupé d’argent à un chevron de sable. |
| Blason de Lardiers | Détails | Le statut officiel du blason reste à déterminer.                |

## Personnalité liée à la commune
- Godefroy Wendelin, installé à Forcalquier de 1605 à 1612, réalisa des observations météorologiques et astronomiques à Malcor (hauteurs de Lardiers), fief du vice-sénéchal de Forcalquier André d’Arnaud[89][réf. à confirmer].